# Nicotera
Nicotera est une commune italienne de la province de Vibo Valentia dans la région Calabre en Italie. Limitrophe, se trouve la touristique Nicotera Marina, adossée à la mer.

## Histoire
En 1065 le duc Robert Guiscard fait construire un château dans la ville. En 1074 les Zirides attaquent Nicotera et détruisent son château.
En mars 1122, les Almoravides mènent un raid maritime contre la cité afin de soutenir les Zirides de Mahdia contre Roger II, comte de Sicile et de Calabre.
En octobre 1282, une bataille navale entre les forces angevines et l'armée aragonaise se solde par la prise de 21 galères françaises.
- Le château Ruffo de Nicotera

## Galerie

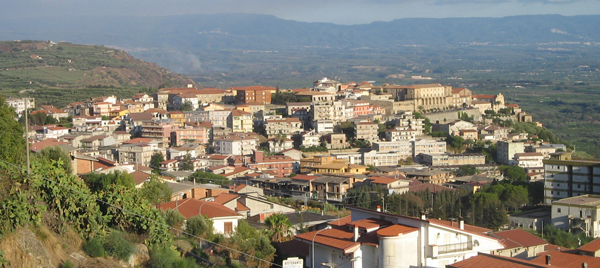
Vue panoramique
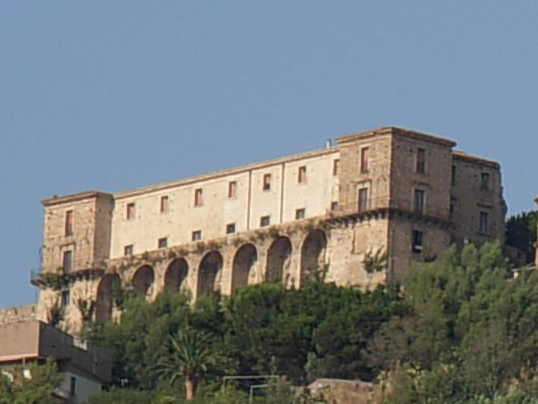
Le château Ruffo
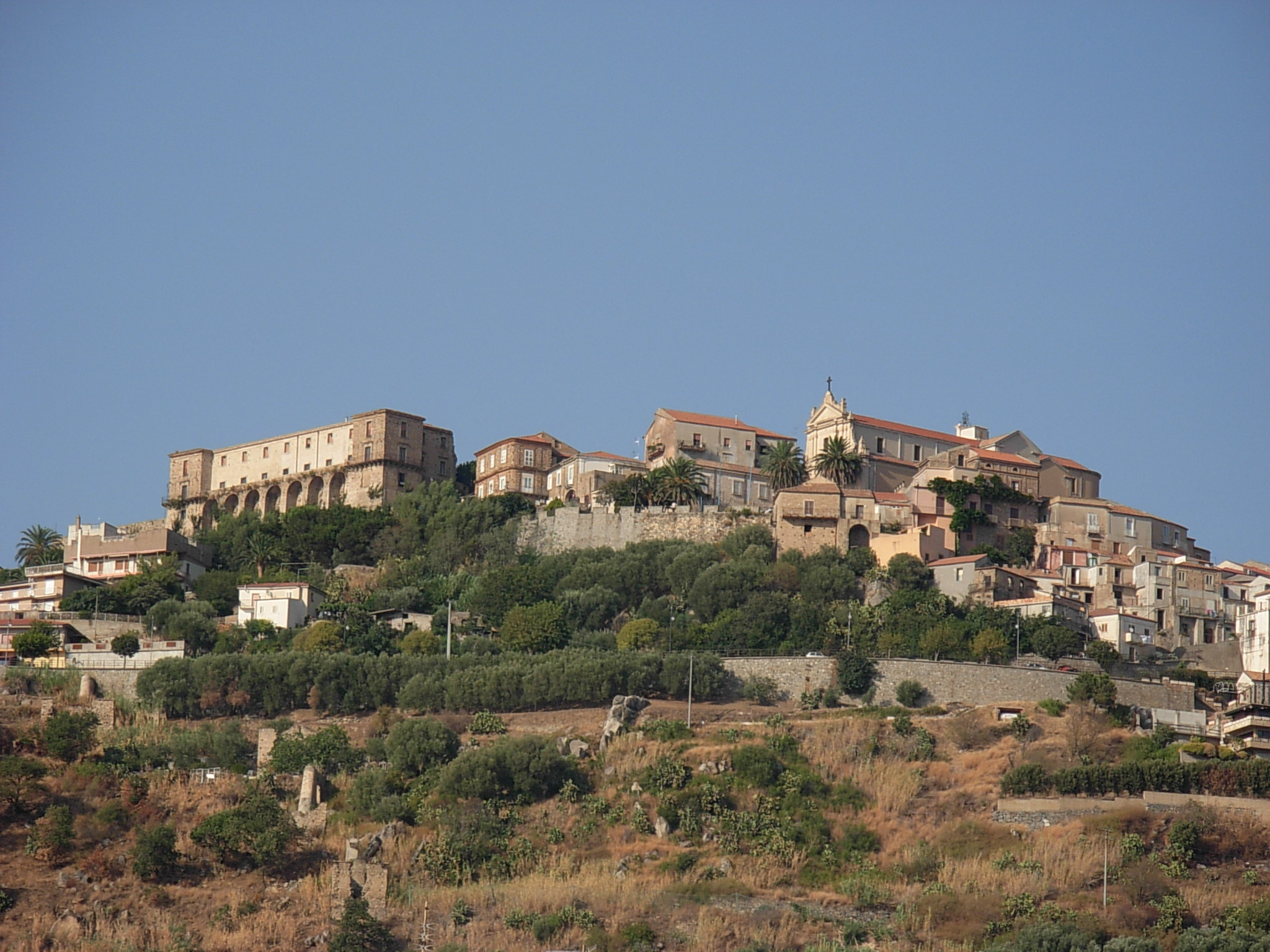
La ville haute

## Administration
| Période                                  | Période  | Identité         | Étiquette | Qualité |
| ---------------------------------------- | -------- | ---------------- | --------- | ------- |
| 15 avril 2008                            | En cours | Salvatore Reggio |           |         |
| Les données manquantes sont à compléter. |          |                  |           |         |

### Hameaux
Comèrconi, Marina, Preìtoni

### Communes limitrophes
Candidoni, Joppolo, Limbadi, Rosarno, Spilinga